# Phytomyza melanogaster
Phytomyza melanogaster är en tvåvingeart som beskrevs av Thomson 1869. Phytomyza melanogaster ingår i släktet Phytomyza och familjen minerarflugor. Inga underarter finns listade i Catalogue of Life.